# Hay algo en el bosque
Hay algo en el bosque és una sèrie de televisió de comèdia de terror espanyola escrita i cocreada per Gastón Haag i Nicolás Amelio-Ortiz, amb la col·laboració de Javier Ruescas en l'elaboració del guió. Està produïda per Gloriamundi Producciones i distribuïda pel canal Dark a Espanya i per Disney+ a Amèrica Llatina. L'elenc de la sèrie està integrat per Zorion Eguileor, Ivan Massagué, Angy Fernández, Alfonso Agra, Carmen Ruiz, Chani Martín, Jone Laspiur i Daniel Ibáñez.
La trama es desenvolupa en les remotes cabanyes pròximes a l’Amboto, on un grup de desconeguts s'enfronta a la presència d'extraterrestres, monstres, criminals i altres perills aguaitant en el bosc. Al llarg dels seus 8 episodis, cada personatge es veu obligat a confrontar els seus propis malsons mentre lluiten per sobreviure i desentranyar el misteri darrere d'una joia robada i un perillós llibre d'encanteris. La sèrie va estrenar el 7 de febrer de 2024.

## Argument
Un complex de cabanyes perdudes prop del Mont Amboto seran l'escenari de fenòmens paranormals i fets molt singulars. Durant vuit episodis, plens d'acció i humor negre, diversos personatges descobriran els perills que aguaiten en el bosc i s'enfrontaran als seus pitjors malsons, mentre lluiten per sobreviure i descobrir el misteri darrere d'una joia robada i un perillós llibre d'encanteris.

## Repartiment i personatges
- Zorion Eguileor com Zigor.
- Ivan Massagué com Sergio.
- Angy Fernández com Wynona.
- Alfonso Agra com Koldo Ugartetxe.
- Carmen Ruiz com Saioa.
- Chani Martín com Andoni.
- Felipe Pirazán com Gorka.
- Jone Laspiur com Nerea.
- Daniel Ibáñez com Markel Allèn.
- Laura Laprida com Saray.
- Andrea Núñez com a Lluna.
- Gastón Haag com Barakaldo.
- Denis Gómez com Aníbal.
- Michael John Treanor com a Dandy.
- Preses Pozzi com Íñigo.
- Juan Grandinetti com Cosme.

## Episodis
| Núm | Títol                        | Dirigit per          | Escrit per                                         |
| --- | ---------------------------- | -------------------- | -------------------------------------------------- |
| 1 | La Negociación               | Nicolás Amelio-Ortiz | Javier Ruescas i Nicolás Amelio-Ortiz              |
| Després de robar una joia coneguda com “La Pedra de Mor”, els germans Cosme i Saray Garza es troben amb Koldo Ugartetxe, el mafiós que els va encarregar el treball, en unes cabanyes perdudes. Els germans intentaran estafar a Koldo lliurant-li una falsificació perfecta de la joia. Sembla que tot anirà bé, fins que Koldo i els seus dos sequaços arriben a les cabanyes i comencen a sospitar dels germans.                    |                              |                      |                                                    |
| 2 | Educando a la Mandrágora     | Nicolás Amelio-Ortiz | Javier Ruescas i Nicolás Amelio-Ortiz              |
| El popular influencer, Markel Allèn, arriba a les cabanyes per a una promoció. En un passeig descobreix una planta vivent —una mandràgora— que podria rellançar la seva carrera. El que podria semblar un èxit perilla quan Markel presenta a la seva “nova amiga” en les seves xarxes. Markel corre el risc de ser cancel·lat per la seva audiència i que el seu major hater trobi l'excusa perfecta per a atacar-li en la vida real. |                              |                      |                                                    |
| 3 | Misterio en el Monte Amboto  | Gastón Haag          | Javier Ruescas i Gastón Haag                       |
| Una banda de frikis liderada per l'aficionat del paranormal, Sergio Berenbaum, descobreix que la pista per a guiar-los al seu primer contacto extraterrestre podria trobar-se en unes cabanyes prop del Mont Amboto. Quan arriben descobreixen que els propietaris de les cabanyes són encara més frikis que ells mateixos, i que els Aliens no són l'única cosa paranormal que aguaita en les penombres del bosc.                     |                              |                      |                                                    |
| 4 | Des(h)echos                  | Nicolás Amelio-Ortiz | Nicolás Amelio-Ortiz                               |
| Nerea, una noia obsessiva, somiava amb unes vacances romàntiques en unes idíl·liques cabanyes. No obstant això, el seu somni es converteix en malson quan descobreix que el seu nuvi Diego li és infidel. Durant una forta discussió entre tots dos Diego ensopega i mor. Nerea, desesperada, intenta desfer-se del cadàver de l'única forma que coneix per a resoldre coses: buscant tutorials a internet.                            |                              |                      |                                                    |
| 5 | Problemas en el Antiguo Alce | Gastón Haag          | Javier Ruescas i Gastón Haag                       |
| Quan Koldo descobreix que la Pedra de Mor podria estar al Mont Amboto, envia als seus sequaços al bosc perquè recuperin la joia. Els mafiosos segresten a Anníbal i a Barakaldo, dos peculiars treballadors de les cabanyes, que van trobar la pedra en el bosc. El que Koldo no sap és que aquests dos amics acaben de prendre un beuratge màgic que podria arruïnar-li el dia a ell i als seus esbirros.                             |                              |                      |                                                    |
| 6 | Navidad Maldita              | Gastón Haag          | Gastón Haag                                        |
| Luna, l'assistent de l'encarregat de les cabanyes, deixa a Aníbal i a Barakaldo a càrrec de tres inquilins que s'allotgen durant el cap de setmana per a celebrar Nadal junts. Malgrat els desesperats intents del maldestre duo perquè tot surti bé, les coses es descontrolen quan els tres amics llegeixen un llibre d'encanteris que invoca a uns monstres molt agressius i de molt baixa alçada.                                  |                              |                      |                                                    |
| 7 | El Coche Asesino             | Gastón Haag          | Gastón Haag, Javier Ruescas i Nicolás Amelio-Ortiz |
| Una família disfuncional integrada per Saioa, una mare sotmesa, Gorka, el fill adolescent, i Andoni, el pare abusiu, revelen el seu costat més extrem quan viatgen a les cabanyes del Mont Amboto. Tot empitjora quan són atacats per un cotxe que cobra vida i destrueix tot el que es creua en el seu camí. El que ells no saben és que el cotxe no serà l'única cosa horrible que li succeirà a la família.                         |                              |                      |                                                    |
| 8 | No hagas nunca ese hechizo   | Nicolás Amelio-Ortiz | Gastón Haag y Nicolás Amelio-Ortiz                 |
| Després de molt d'esforç, Koldo finalment aconsegueix robar la Pedra de Mor i el llibre d'encanteris de les cabanyes del Mont Amboto. Quan està a punt d'escapar, la Pedra allibera un encantament extremadament poderós en una de les cabanyes que obliga a Luna, Zigor, Aníbal i Barakaldo a resoldre una perillosa endevinalla mentre lluiten contra les seves pors més profundes i per salvar les seves pròpies vides.             |                              |                      |                                                    |